# Horizont van Kanne

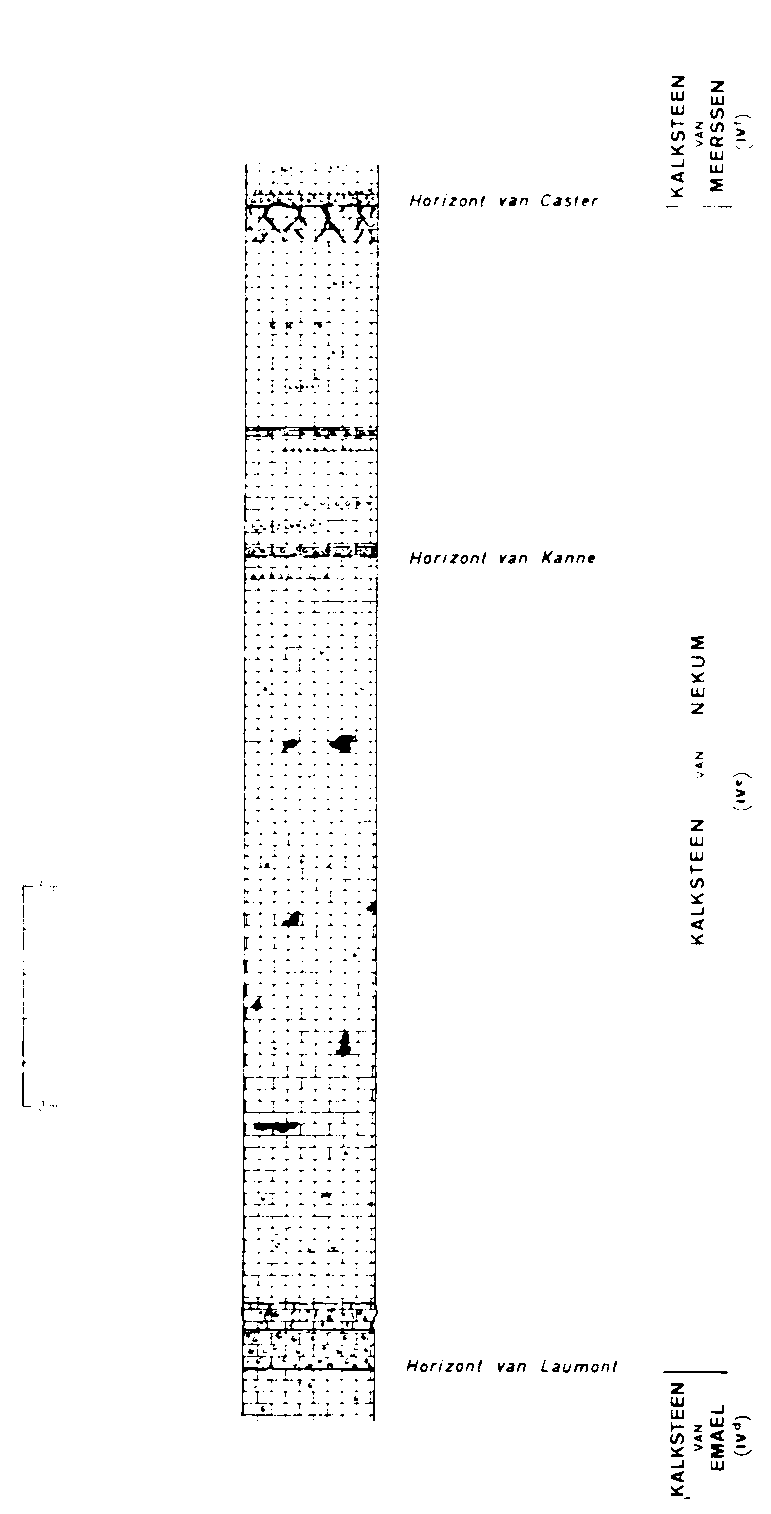
Lithologische opbouw van de Kalksteen van Nekum met de horizont in de typelocatie Groeve De Tombe (61F-8) te Maastricht

De Horizont van Kanne is een dunne geologische laag in de ondergrond van het zuidwesten van het Nederlandse Zuid-Limburg en Belgisch Limburg. De horizont is onderdeel van de Formatie van Maastricht en stamt uit het laatste deel van het Krijt (het Maastrichtien, ongeveer 68 miljoen jaar geleden).
Deze horizont is vernoemd naar het dorp Kanne.

## Stratigrafie
Normaal gesproken ligt de Horizont van Kanne in het bovenste gedeelte van de Kalksteen van Nekum, eveneens onderdeel van de Formatie van Maastricht.

## Gebied
De horizont is alleen aanwezig in het gebied waar de Kalksteen van Nekum in de Formatie van Maastricht voorkomt, zoals onder andere in de Cannerberg en de Sint-Pietersberg, waaronder te zien in het Geologisch monument Typelocatie Maastrichtien.
De horizont is onder andere te zien in de Groeve Blom, Groeve 't Rooth, ENCI-groeve (ter hoogte van de bovenzijde van de mergelgangen), Groeve de Tombe, Groeve De Nieuwe Keel, Groeve De Keel en de Caestertgroeve. Hij is tevens te zien in de wand boven de ingang van Groeve Nieuw Paradijsbergske en is aanwezig in de bodem onder de Groeve in de Dolekamer.

## Kalksteen
In de typelocatie van de Kalksteen van Nekum, de Groeve de Tombe, heeft de kalksteenlaag in totaal een dikte van ongeveer tien meter. De horizont bevindt zich in de typelocatie op een hoogte van zeven meter boven de basis van de kalksteen.

## Zie ook

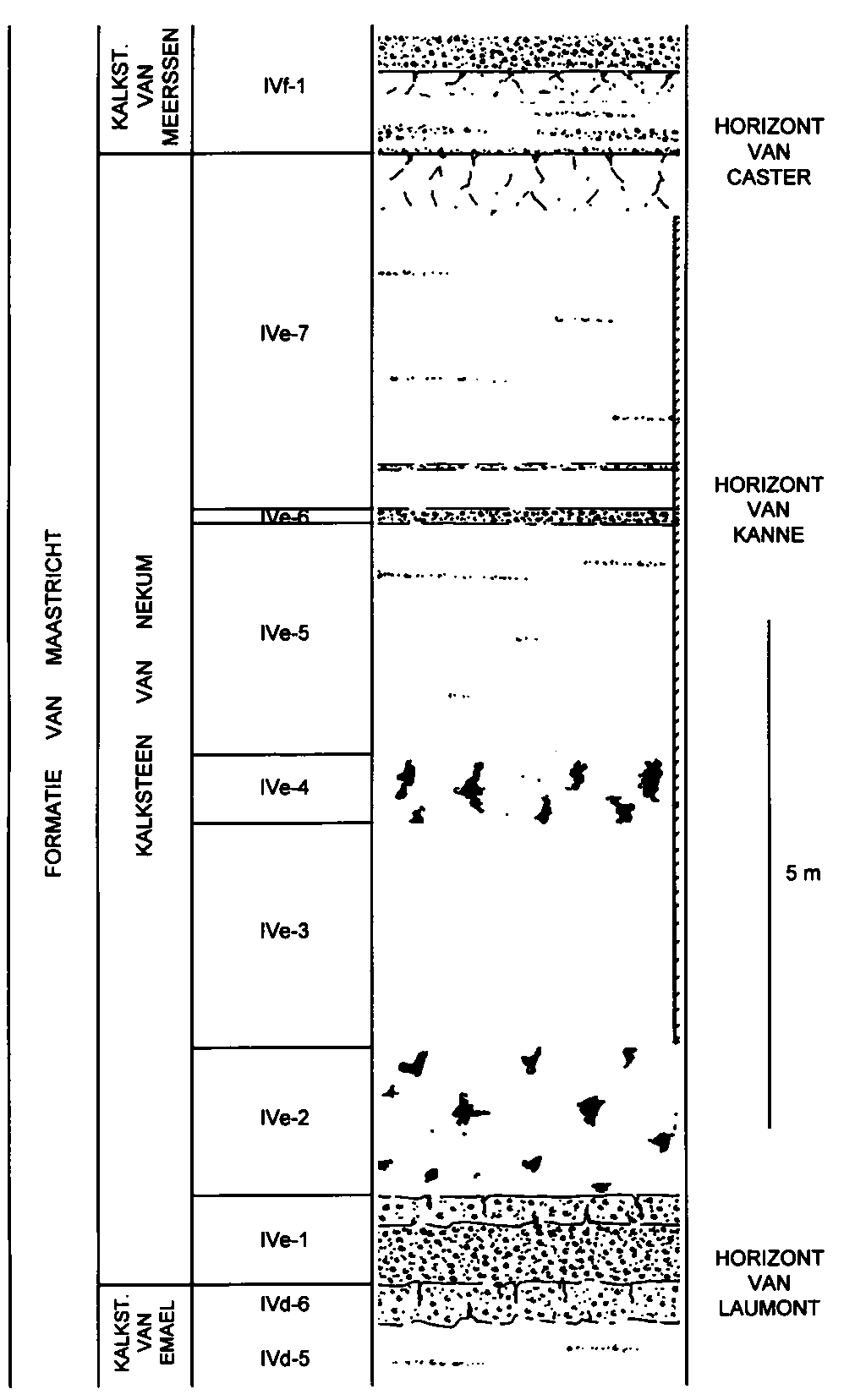
Lithologisch profiel van de Kalksteen van Nekum in de ENCI-groeve